# Kieran Sadlier
Kieran Paul Sadlier (Haywards Heath, 14 settembre 1994) è un calciatore irlandese con cittadinanza britannica, centrocampista o ala svincolato.

## Palmarès

### Club

#### Competizioni nazionali
- Campionato irlandese: 1

Cork City: 2017
- Coppa d'Irlanda: 1

Cork City: 2017
- Supercoppa d'Irlanda: 1

Cork City: 2018
- Campionato inglese di quarta divisione: 1

Leyton Orient: 2022-2023